# Marten Glotzbach
Marten Glotzbach (Den Haag) is een Nederlands voetbaltrainer. Sinds 2024 is hij hoofdtrainer van het vrouwenelftal van ADO Den Haag.

## Carrière
Glotzbach begon zijn carrière bij HBS waar hij verslag deed van sportevenementen. Hierna ging hij als jeugdtrainer en coördinator aan de slag. Sinds 2008 was Glotzbach als hoofdtrainer actief bij het eerste elftal van SVV Scheveningen. Na twee seizoen verhuisde hij naar RKVV Westlandia om dezelfde functie aldaar te bekleden. Twee jaar later liet hij Westlandia achter zich en werd hij trainer bij SC Monster. In het seizoen 2018/19 had Glotzbach het jeugdelftal ADO Den Haag MO16 onder zijn hoede. Ook coachte hij de leeftijdsgroep daarboven, MO17, seizoenen lang. Naast zijn functies bij ADO Den Haag was hij assistent-trainer bij vierde divisionist HBS-Craeyenhout. Door de invoering van het weekendvoetbal wijzigde de speeldag van HBS van zondag naar zaterdag waardoor Glotzbach zijn taken als assistent-trainer in 2023 moest neerleggen.
Op 26 november 2024 besloot de hoofdtrainer van ADO Den Haag, Stephan Vos, na een tegenvallende seizoenstart per direct zijn werkzaamheden naast zich neer te leggen. Na een tijdje Sandra van Tol als interim-trainer te hebben gehad, werd Glotzbach op 17 december 2024 aangesteld als de nieuwe hoofdtrainer van de vrouwen van ADO Den Haag.

## Privé
Glotzbach is de echtgenoot van Sarina Wiegman, voormalig hoofdtrainer van het Nederlands vrouwenvoetbalelftal en huidig hoofdtrainer van het Engelse vrouwenvoetbalelftal. Bij ADO Den Haag had hij zijn dochter Lauren Glotzbach onder zijn hoede als een van de speelsters tot einde seizoen 2024-2025.